# Сябреницы
Сябреницы — деревня в Чудовском муниципальном районе Новгородской области, относится к Успенскому сельскому поселению.
Деревня расположена по левому берегу Керести, на федеральной автомобильной дороге «Россия» М10 (E 105) в 1 км от города Чудово. Здесь также начинается автомобильная дорога в деревню Корпово.
Сябреницы известны как место жительства писателя Глеба Ивановича Успенского. Дом писателя Успенского — единственный в деревне 2-этажный дом. Здесь Успенский жил с семьёй с 1881 года. В июне 1935 года на первом этаже дома был открыт музей писателя. В Великую Отечественную войну немцы устроили здесь лазарет и вырубили сад, только в 1967 году музей был восстановлен.
Одна из улиц деревни носит имя Валентины Семёновны Серовой. В 1880-х годах она предложила создать в Сябреницах крестьянскую консерваторию с целью приобщения к музыкальному творчеству крестьян Сябрениц, Чудова и других окрестных деревень. Архитектором Степаном Кричинским, который был женат на дочери писателя Успенского — Марии, был спроектирован Хоровой дом, а зимой 1913 года состоялся первый музыкальный «фестиваль» при участии петербургских солистов, хора из учеников В. С. Серовой и крестьянского хора. Были поставлены сцены из оперы М. И. Глинки «Жизнь за царя».

## Транспорт
Ближайшая железнодорожная станция расположена в городе Чудово. В Сябреницы проходит один из трёх городских автобусных маршрутов Чудова. Также в Сябреницах останавливаются автобусы всех проходящих междугородних маршрутов по магистрали М10 (на Санкт-Петербург, Великий Новгород, Боровичи, Старую Руссу и т. д.)